# Redoks titracija
Redoks titracija (oksidaciono-redukciona titracija) je tip titracije baziran na redoks reakciji između analita i titranta. U redoks titraciji se mogu koristiti redoksni indikator i/ili potenciometar.

## Primeri
Jedan primer redoks titracije je tretiranje rastvora joda sa redukujućim agens i koristeći skrob kao indikator. Jod formira intenzivno plav kompleks sa skrobom. Jod (I2) se može redukovati do jodida (I−) npr. tiosulfatom (S2O32−), i kad se sav jod potroši plava boja nestaje. Ovo se naziva jodometrijskom titracijom.

## Literatura
1. ↑  Нешић, С. & Вучетић, Ј. 1988. Неорганска препаративна хемија. Грађевинска књига: Београд.
2. ↑  Рајковић, М. Б.;  . (1993). Аналитичка хемија. Београд: Савремена администрација.
3. ↑  R. Mihajlović, Kvantitativna hemijska analiza (praktikum), Kragujevac, 1998.
4. ↑  J. Savić, M. savić, Osnovi analitičke hemije, Svjetlost, sarajevo, 1987.
5. ↑  T. Šuranji, I. Žigrai, Osnovi kvantitativne hemijske analize, Novi Sad, 1997.
6. ↑  D. Skug, D. Vest, DŽ. Holer, Osnove analitičke kemije, Školska knjiga, Zagreb, 1999.